# رومينفيل
رومينفيل هي بلدية في الضاحية الشرقية لباريس، فرنسا. وتقع على بعد 7.2 كم (4.5 ميل) من وسط باريس.

## تاريخها
يوم 24 يوليو عام 1867، تم فصل جزء من أراضي رومينفيل واندمجت مع جزء من إقليم بانتين وجزء من أراضي باينوليه لإنشاء بلدية ليه ليلاس.

## علاقات دولية

### المدن التوأم - المدن الشقيقة
توأمة رومينفيل مع:
- بابا, المجر
- بن فيلت، إنجلترا منذ عام 1962

## روابط خارجية
- Official website (in French)